# 백파더: 요리를 멈추지 마!
《백파더: 요리를 멈추지 마!》는 2020년 6월 20일부터 2021년 2월 27일까지 방송된 요리 전문 예능 프로그램이다.

## 기획 의도
- 백종원이 진행하는 쌍방향 소통 요리쇼로 요리와 담은 쌓아왔던, 이미 마이 리틀 텔레비전을 통해 시청자들과 환상의 케미를 뽐낸 소통왕이다.

## 방송 시간
- 생방송

| 방송 채널 | 방송 기간                         | 방송 시간 | 방송 시간                    | 비고                 |
| --------- | --------------------------------- | --------- | ---------------------------- | -------------------- |
| MBC TV    | 2020년 6월 20일 ~ 2021년 2월 27일 | 1부       | 매주 토요일 저녁 5:00 ~ 6:00 | 분리 편성 (1부, 2부) |
| MBC TV    | 2020년 6월 20일 ~ 2021년 2월 27일 | 2부       | 매주 토요일 저녁 6:00 ~ 6:30 | 분리 편성 (1부, 2부) |

- 확장판

| 방송 채널 | 방송 기간                          | 방송 시간 | 방송 시간                    | 비고                 |
| --------- | ---------------------------------- | --------- | ---------------------------- | -------------------- |
| MBC TV    | 2020년 7월 20일 ~ 2020년 10월 26일 | 1부       | 매주 월요일 밤 10:30 ~ 11:10 | 분리 편성 (1부, 2부) |
| MBC TV    | 2020년 7월 20일 ~ 2020년 10월 26일 | 2부       | 매주 월요일 밤 11:10 ~ 11:50 | 분리 편성 (1부, 2부) |

## 역대 출연자

### 현재 출연자
| 출연진 및 패널 | 방송 기간                         | 방송 회차 | 비고 |
| -------------- | --------------------------------- | --------- | ---- |
| 백종원         | 2020년 6월 20일 ~ 2021년 2월 27일 | 1 ~ 34회  |      |
| 양세형         | 2020년 6월 20일 ~ 2021년 2월 27일 | 1 ~ 34회  |      |
| 노라조         | 2020년 6월 20일 ~ 2021년 2월 27일 | 1 ~ 34회  |      |
| 유병재         | 2020년 12월 5일 ~ 2021년 2월 27일 | 24 ~ 34회 |      |

### 게스트
- 추석 특집 편의점 디너쇼 : 이종혁, 노라조, 몬스타엑스 (셔누, 민혁), 은지원 (젝스키스), 심진화, 김원효, 이달의 소녀 (츄, 이브, 여진, 고원)

## 에피소드 목록

### 2020년
| 회차      | 방송일    | 내용           |
| --------- | --------- | -------------- |
| 1회       | 6월 20일  | 달걀           |
| 2회       | 6월 27일  | 두부           |
| 3회       | 7월 4일   | 라면           |
| 4회       | 7월 11일  | 김치볶음밥     |
| 5회       | 7월 18일  | 토스트         |
| 6회       | 7월 25일  | 미역           |
| 7회       | 8월 1일   | 쌀, 김, 소시지 |
| 8회       | 8월 8일   | 참치           |
| 9회       | 8월 15일  | 돼지고기       |
| 10회      | 8월 22일  | 떡             |
| 11회      | 8월 29일  | 비빔라면       |
| 12회      | 9월 5일   | 카레           |
| 13회      | 9월 12일  | 콩             |
| 14회      | 9월 19일  | 어묵           |
| 15회      | 9월 26일  | 만두           |
| 추석 특집 | 10월 3일  | 편의점 디너쇼  |
| 16회      | 10월 10일 | 국수           |
| 17회      | 10월 17일 | 콩나물         |
| 18회      | 10월 24일 | 꼬마김밥       |
| 19회      | 10월 31일 | 제육볶음       |
| 20회      | 11월 7일  | 크림파스타     |
| 21회      | 11월 14일 | 순두부찌개     |
| 22회      | 11월 21일 | 프렌치 토스트  |
| 23회      | 11월 28일 | 짜장밥         |
| 24회      | 12월 5일  | 밑반찬 3종     |
| 25회      | 12월 12일 | 김장           |
| 연말 특집 | 12월 26일 | 연말 돼지 파티 |

### 2021년
| 회차 | 방송일   | 내용           |
| ---- | -------- | -------------- |
| 26회 | 1월 2일  | 떡국           |
| 27회 | 1월 9일  | 오므라이스     |
| 28회 | 1월 16일 | 달걀장조림     |
| 29회 | 1월 23일 | 배춧국         |
| 30회 | 1월 30일 | 감자채전       |
| 31회 | 2월 6일  | 시금치 2종세트 |
| 32회 | 2월 13일 | 설날 떡볶이    |
| 33회 | 2월 20일 | 콩나물 불고기  |
| 34회 | 2월 27일 | 닭볶음탕       |

## 2020년대

### 2020년
- 12월 19일 : MBC 예능 선을 넘는 녀석들 - 리턴즈 조연출의 코로나19 확진 판정 여파에 따른 결방.

## 같이 보기
관련 항목
- 요리
- 음식

방송 프로그램
- 한식탐험대 (KBS 시사교양본부 제작)
- 한국인의 밥상 (KBS 1TV)
- 신상출시 편스토랑, 백종원 클라쓰 (KBS 2TV)
- 최고의 요리 비결 (EBS 1TV)
- 찾아라! 맛있는 TV, 볼빨간 신선놀음, 로컬 식탁 (MBC TV)
- 결정 맛대맛, 백종원의 골목식당, 맛남의 광장, 식자회담 - 국가발전 프로젝트 (SBS TV)
- 우리가 아는 맛-알토란 (MBN)
- 식객 허영만의 백반기행 (TV조선)
- 삼시세끼, 백패커 (tvN)
- 맛있는 녀석들 (iHQ)
- 노중훈의 여행의 맛 (MBC 표준FM)